# Шахта імені С. М. Кірова (Голубівка)
ДВАТ «Шахта імені Кірова». Розташована у місті Голубівка Луганської області.
Історична шахта. Стала до ладу у 1888 р. Відбудована у 1945 р. Реконструйована у 1978 р. Проектна потужність 300 тис.т, виробнича — 200 тис.т вугілля на рік. Фактичний видобуток 2324/465/499 т/добу (1990/1999/2001). У 2003 році видобуто 35,7 тис.т вугілля.
Максимальна глибина 600 м (1990—1999). Шахтне поле розкрите 3-а вертикальними стволами і 2-а вентиляційними свердловинами. Протяжність підземних виробок 81,9/43,5 км (1990/1999). У 1990/1999 розробляла відповідно пласти k7, k6, k3' та k3' потужністю 0,5-0,8/0,8 м, кути падіння 6о.
Шахта надкатегорійна за метаном. Всі пласти небезпечні щодо вибуху вугільного пилу. Кількість очисних вибоїв 10/3, підготовчих 25/3 (1990/1999). Обладнання: очисні комбайни 1К101, прохідницькі — ГПКС.
Кількість працюючих: 3391/1608 чол., в тому числі підземних 2274/1153 чол. (1990/1999).